# Cyrill Pedolin
Cyrill Pedolin (* 12. Januar 1998; † 4. November 2018) war ein Schweizer Unihockeyspieler. Er stand beim Nationalliga-A-Vertreter Grasshopper Club Zürich unter Vertrag. Anfang November 2018 starb Pedolin überraschend im Alter von 20 Jahren.

## Karriere

### Verein

#### Grasshopper Club Zürich
Pedolin begann seine Karriere beim UHC Bremgarten, ehe er später in den Nachwuchs des Grasshopper Club Zürich wechselte. Nach einer überragenden Saison 2015/16 in der U21-Mannschaft der Stadtzürcher, in welcher er in 28 Partien 45 Scorerpunkte erzielte, wurde er als Förderspieler auf die Saison 2016/17 in das Kader der ersten Mannschaft integriert. Am 25. Februar 2017 konnte er mit den Grasshoppers den Schweizer Cup gewinnen. Nach der Saison gab der Verein bekannt, dass Pedolin die Saison 2017/18 fix im Kader der ersten Mannschaft in Angriff nehmen werde.

### Nationalmannschaft
Pedolin debütierte am 6. November 2015 für die Schweizer U19-Unihockeynationalmannschaft beim Spiel gegen Finnland. Seinen ersten Treffer erzielte er beim 10:5-Sieg gegen Tschechien am 6. Februar 2016 auf Zuspiel von Florian Wenk. Des Weiteren war er auch Spieler der im Sommer 2018 neu geschaffenen U23-Unihockeynationalmannschaft von swiss unihockey.

## Erfolge
- Schweizer Cup: 2017